# Olympische Winterspiele 1960/Skilanglauf – 10 Kilometer (Frauen)
Das 10-km-Skilanglaufrennen der Frauen bei den Olympischen Winterspielen 1960 fand am 20. Februar 1960 im McKinney Creek Stadium statt.
Anfangs sah es so aus, als ob es nach der Papierform gehen würde, denn nach 5 km führte Olympiasiegerin Kosyrewa vor Weltmeisterin Koltschina. Aber ein gewaltiger Endspurt von Gussakowa und ein Schwächeanfall Koltschinas warfen das Klassement durcheinander. Wie erwartet war Edström, die Olympiadritte von 1956, ie beste Nichtrussin; die Schwedinnen waren auch die zweitbeste Mannschaft und somit für Staffel-Silber favorisiert. Die Finninnen enttäuschten bis auf Pöysti, die Bulgarin Stoewa brach in die Phalanx der Skandinavierinnen ein. Beste Mitteleuropäerin wurde Czech-Blasel, die man als schwächer gegenüber Kallus eingeschätzt hatte. Die Bedingungen mit Sonnenschein und −8 °C waren ideal, nur die Zuseherzahl (etwa 10) nicht. Es waren nur Ehrengast Prinz Bertil, einige Funktionäre und ein paar Teamgefährtinnen der Läuferinnen anwesend.

## Ergebnisse
| Platz | #  | Land | Sportlerin                | Zeit (min) |
| ----- | -- | ---- | ------------------------- | ---------- |
| 1     | 08 | URS  | Maria Gussakowa           | 39:46,6    |
| 2     | 19 | URS  | Ljubow Kosyrewa-Baranowa  | 40:04,2    |
| 3     | 15 | URS  | Radja Jeroschina          | 40:06,0    |
| 4     | 05 | URS  | Alewtina Koltschina       | 40:12,6    |
| 5     | 21 | SWE  | Sonja Ruthström           | 40:35,5    |
| 6     | 24 | FIN  | Toini Pöysti              | 40:41,9    |
| 7     | 06 | SWE  | Barbro Martinsson         | 41:06,2    |
| 8     | 16 | SWE  | Irma Johansson            | 41:08,3    |
| 9     | 23 | BUL  | Krastana Stoewa           | 41:44,0    |
| 10    | 02 | SWE  | Britt Strandberg          | 42:06,8    |
| 11    | 01 | FIN  | Eeva Ruoppa               | 42:12,8    |
| 12    | 17 | EUA  | Rita Czech-Blasel         | 42:29,0    |
| 13    | 22 | POL  | Stefania Biegun           | 42:45,2    |
| 14    | 12 | POL  | Józefa Czerniawska-Pęksa  | 42:45,5    |
| 15    | 14 | FIN  | Siiri Rantanen            | 42:52,7    |
| 16    | 09 | EUA  | Renate Borges             | 43:46,1    |
| 17    | 11 | FIN  | Eva Hög                   | 44:05,0    |
| 18    | 18 | EUA  | Sonnhilde Kallus          | 44:14,6    |
| 19    | 13 | BUL  | Nadeschda Wassilewa       | 44:32,8    |
| 20    | 04 | POL  | Anna Krzeptowska-Żebracka | 44:36,1    |
| 21    | 07 | POL  | Helena Gąsienica Daniel   | 45:08,2    |
| 22    | 10 | BUL  | Rosa Dimowa               | 45:45,8    |
| 23    | 20 | HUN  | Magdolna Bartha           | 47:23,2    |
| —     | 03 | EUA  | Christa Göhler            | DNF        |